# Gare de Tonneins
La gare de Tonneins est une gare ferroviaire française de la ligne de Bordeaux-Saint-Jean à Sète-Ville, située sur le territoire de la commune de Tonneins, dans le département de Lot-et-Garonne en région Nouvelle-Aquitaine. 
Elle est mise en service en 1855 par la Compagnie des chemins de fer du Midi et du Canal latéral à la Garonne (Midi). 
C'est une gare voyageurs de la Société nationale des chemins de fer français (SNCF) du réseau TER Nouvelle-Aquitaine, desservie par des trains express régionaux.

## Situation ferroviaire
Établie à 39 mètres d'altitude, la gare de Tonneins est située au point kilométrique (PK) 95,931 de la ligne de Bordeaux-Saint-Jean à Sète-Ville, entre les gares ouvertes de Marmande, s'intercale la gare de Gontaud - Fauguerolles (fermée), et d'Aiguillon, s'intercale la gare de Nicole (fermée).
Ancienne gare de bifurcation, elle est l'aboutissement de la ligne de Penne-d'Agenais à Tonneins (déclassée).

## Histoire
La station de Tonneins est mise en service le 4 décembre 1855 par la Compagnie des chemins de fer du Midi et du Canal latéral à la Garonne (Midi), lorsqu'elle ouvre à l'exploitation la section de Langon à Tonneins de son chemin de fer de Bordeaux à Cette. Elle en constitue le terminus provisoire jusqu'au 29 mai 1856, lors de l'ouverture de la section suivante de Tonneins à Valence-d'Agen.
La compagnie du Midi indique, pour Tonneins, une recette de 258 473 francs en 1874 et de 275 842 francs en 1876.
En 2014, c'est une gare voyageur d'intérêt régional (catégorie B : la fréquentation est supérieure ou égale à 100 000 voyageurs par an de 2010 à 2011), qui dispose de deux quais (dont un central), un abri et une passerelle avec ascenseur.
En 2014, selon les estimations de la SNCF, la fréquentation annuelle de la gare était de 172 730 voyageurs.

## Service des voyageurs

### Accueil
Gare SNCF, elle dispose d'un bâtiment voyageurs, avec guichet, ouvert tous les jours. Elle est équipée d'automates pour l'achat de titres de transport TER. Elle dispose d'aménagements, équipements et services pour les personnes à la mobilité réduite.
Une passerelle, équipée d'ascenseurs, permet la traversée des voies et l'accès aux quais.

### Desserte
Tonneins est une gare voyageurs du réseau TER Nouvelle-Aquitaine, desservie par des trains express régionaux de la relation Bordeaux - Langon - Agen (ligne 47).

### Intermodalité
Un parking pour les véhicules y est aménagé.

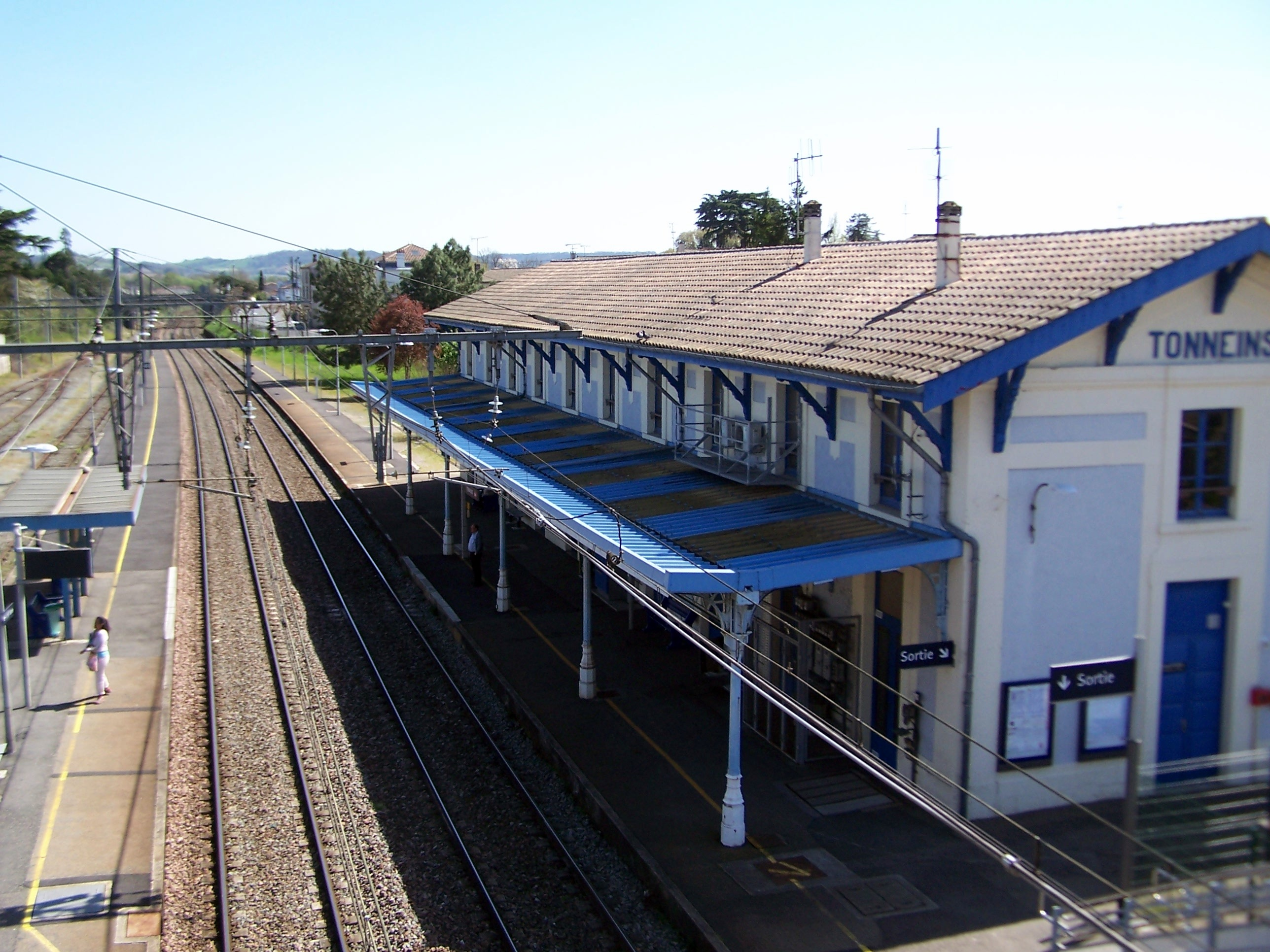
Vue depuis la passerelle : Le bâtiment voyageurs et les voies en direction d'Aiguillon.
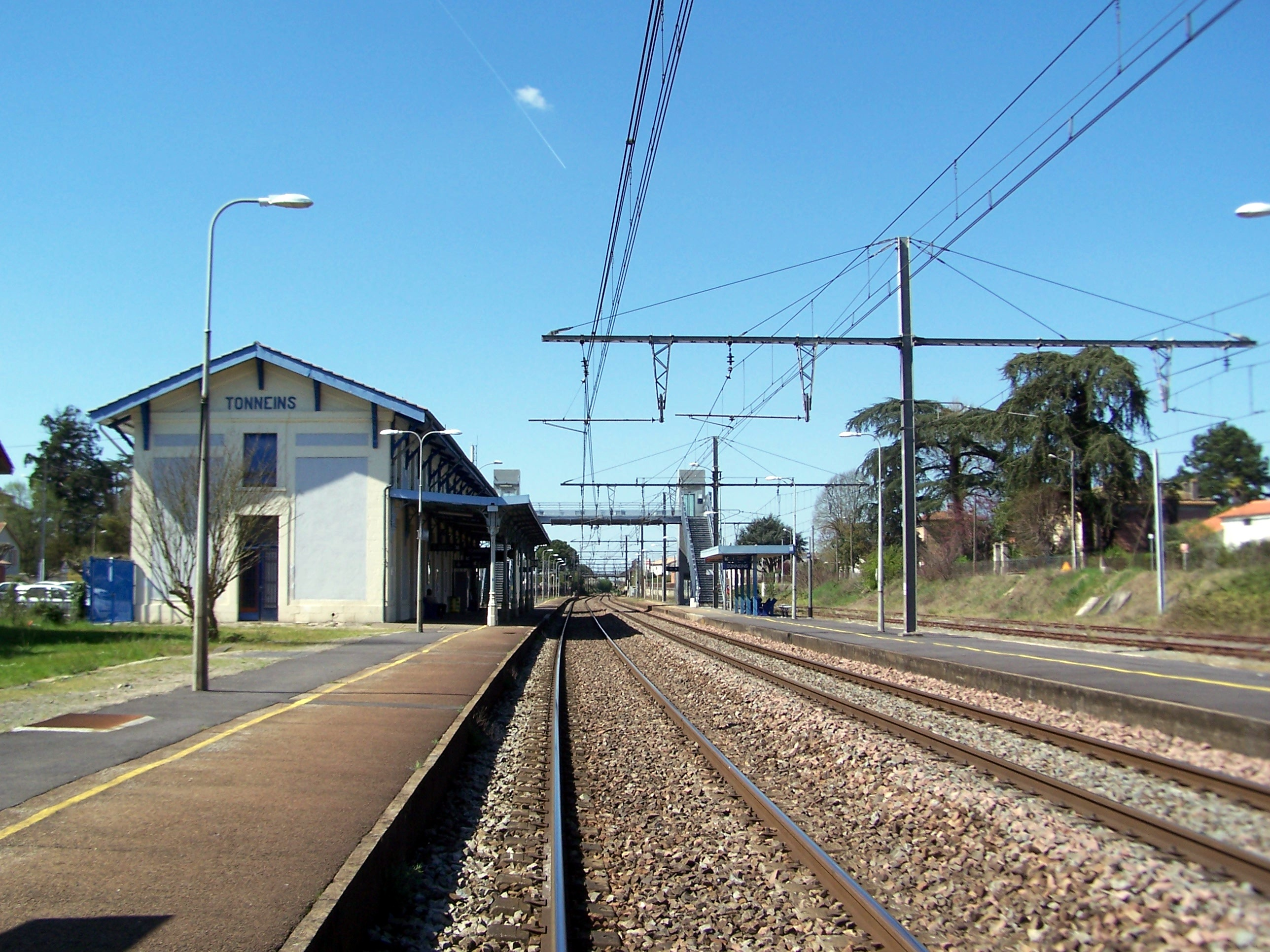
Les voies en direction de Marmande.